# Tatiana Rizzo
Tatiana Soledad Rizzo (San Fernando, 30 de diciembre de 1986) es una jugadora de voleibol argentina. Participó con la selección argentina en la Copa Panamericana de Voleibol (en 2007, 2008, 2009, 2012, 2013, 2014, 2015, 2016 ), el Gran Premio Mundial de Voleibol FIVB (en 2011, 2012, 2013, 2014, 2015, 2016 ), la Copa Mundial Femenina de Voleibol FIVB (en 2011, 2015 ), el Campeonato Mundial Femenino de Voleibol FIVB 2014 en Italia, el Campeonato Mundial Femenino de Voleibol FIVB 2018, los Juegos Panamericanos 2015 en Canadá,  y los Juegos Olímpicos de 2016 en Brasil.
Comenzó a jugar voleibol en Sociedad Unida Villa Adelina y a los 14 años se trasladó al club Banco Nación. Con este equipo se consagró campeona de la liga nacional en la temporada 2009-10, siendo elegida jugadora más valiosa de las finales. A nivel de clubes profesionales, jugó en Banco Nación y Boca Juniors antes de pasar a Rio do Sul en 2015. Dos años más tarde volvió a Boca Juniors.
En noviembre del 2021, tras la descalificación que sufrió el equipo por covid anunció su salida del Xeneize: "Las despedidas siempre son difíciles. Llegó el momento de cambiar de rumbo, de dar vuelta la página y seguir adelante. Boca fue mi casa por casi 10 años, me llevo amigas, anécdotas y recuerdos hermosos".
No fue hasta enero del 2022 que Tatiana, dos veces olímpica con Las Panteras (los únicos dos Juegos en los que se clasificaron: Río 2016 y Tokio 2020) y recién recibida de nutricionista, anunció su nuevo club: River Plate. Su paso por el club sería fugaz ya que en agosto del mismo año el Levallois Sporting Club francés anunció su contratación. Días después fue confirmada por el director técnico de la selección argentina, Hernán Ferraro, como integrante del plantel que jugaría el Campeonato Mundial de Voleibol Femenino de 2022, cumpliendo la función de líbero y capitana.
A finales de la temporada 2022-23, fue nombrada en el equipo ideal de la temporada de la liga francesa como mejor líbero, liderando la tabla de recepciones con un 71% de recepciones positivas.En noviembre de 2023 fichó por el club portugués Benfica, con el que se consagró campeona de la Copa de Portugal en marzo de 2024 junto a Eugenia Nosach.
En abril de 2024, a través de un mensaje en sus redes sociales, anunció su retiro de la selección tras más de 20 años de representar al país internacionalmente, por lo que fue reconocida poco tiempo después por la FeVA en la previa de un partido amistoso ante la selección de Corea del Sur.

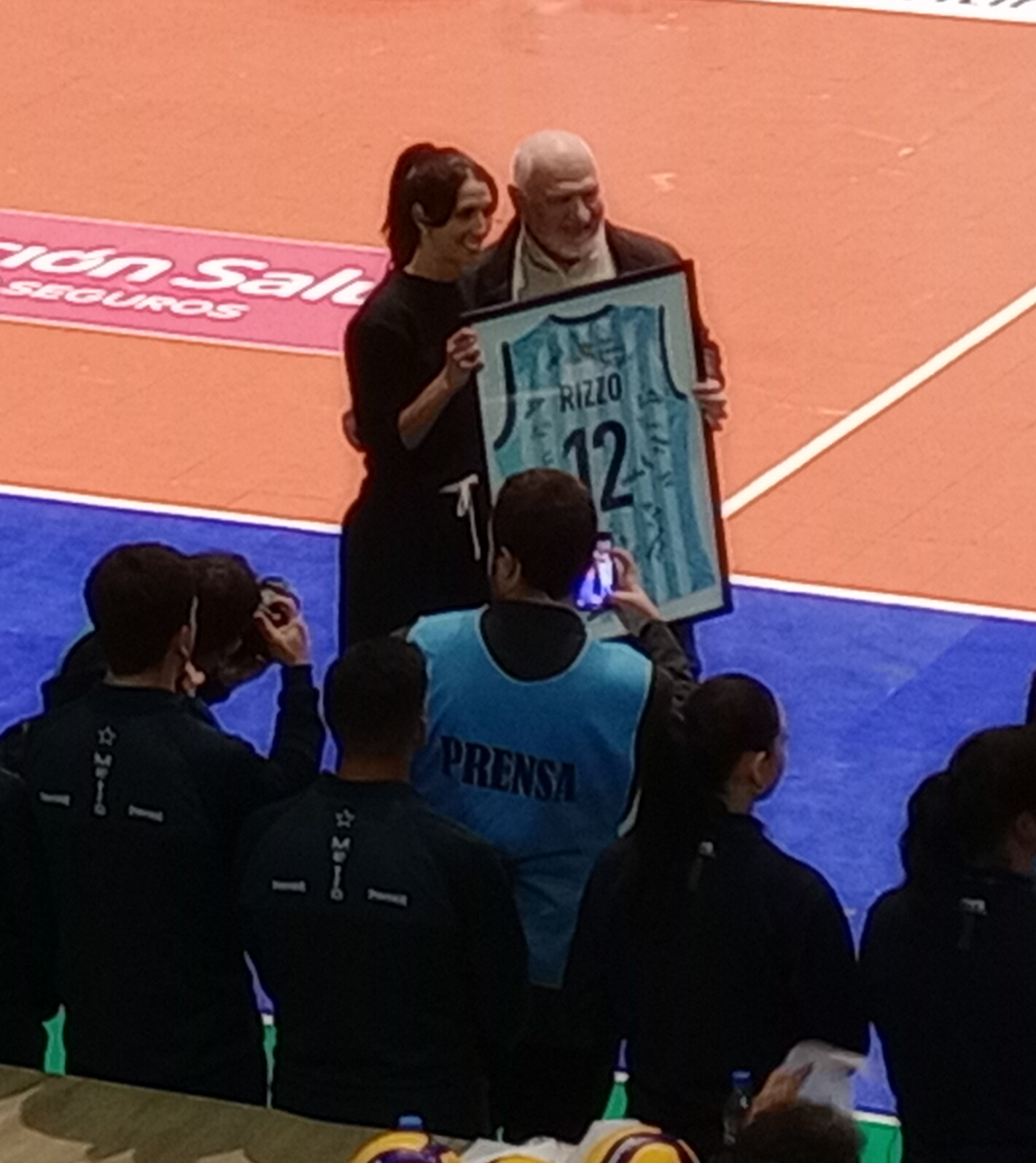
Tatiana Rizzo recibiendo un reconocimiento a su trayectoria por parte del presidente de la FeVA

## Clubes
- Club Banco Nación (2001–2011)
- Boca Juniors (2011–2015)
- Rio do Sul (2015–2017)
- Boca Juniors (2017–2021)
- River Plate (2021–2022)
- Levallois Sporting Club (2022-23)
- SL Benfica (2023-)